# Кенігсдорф
Кенігсдорф (нім. Königsdorf) — громада в Німеччині, розташована в землі Баварія. Підпорядковується адміністративному округу Верхня Баварія. Входить до складу району Бад-Тельц-Вольфратсгаузен.
Площа — 45,69 км2. Населення становить 3155 ос. (станом на 31 грудня 2020).